# Piła (Mników)
Piła – część wsi Mników w Polsce, położona w województwie małopolskim, w powiecie krakowskim, w gminie Liszki.
W latach 1975–1998 Piła administracyjnie należała do województwa krakowskiego.